# Паб-рок

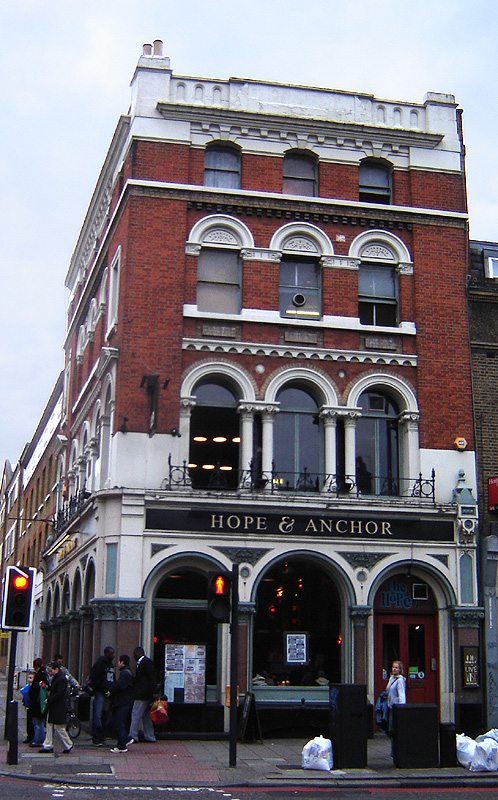
Паб «Hope and Anchor» в Айлінгтоні, важлива сцена паб-року

Паб-рок (англ. Pub rock) — музичний напрямок, що виник у першій половині 1970-их років як протестна реакція на надмірну відшліфованість звуку в прог-році й американському AOR, андрогінність зірок глем-року. Паб-рок став непопулярним з приходом панк-року, який вважається прямим наступником паб-року.
Виникнення паб-року збіглося з кризою британської концертної сцени: мережа невеликих музичних клубів, які нерідко функціонували на ліцензійній основі, до кінця 1960-х років практично зникла, перетворившись в безліч кінотеатрів. Нові групи, які не мали підтримки звукозаписних компаній, практично не мали можливості з нуля створити собі аудиторію. Паби і бари були для них тимчасовим порятунком..
Найвідоміші виконавці паб-року:
- The 101ers
- Ace
- Brinsley Schwarz
- Elvis Costello
- Count Bishops
- Dr.Feelgood
- Ducks Deluxe
- Ian Dury & The Blockheads
- Eddie and the Hot Rods
- Dave Edmunds
- Lew Lewis
- Kilburn and the High Roads
- The Kursaal Flyers
- Nick Lowe
- The Motors
- John Otway
- Graham Parker and the Rumour
- The Pirates
- Squeeze
- The Stranglers
- Wilko Johnson
- Wreckless Eric